# 제10항공함대 (일본)
제10항공함대(第十航空艦隊 다이쥬코쿠칸타이[*], 10th Air Fleet)는 일본 제국 해군의 항공함대이다. 단대호는 10AF.

## 역사
작전에 대비하여 군령부 제1부는 필요할 때 본토에 있는 연습항공대를 작전부대로 쓰기 위한 준비를 하였다. 을(乙)형 항공대인 연습항공대는 교육훈련에만 한정된 운영권한을 가진 연습연합항공총대에 소속되어 있는데, 전투 작전 권한은 항공대가 소속한 각 진수부사령관에게 있는 이원화된 계층구조에 있어서어, 전투작전부대로서 운용할려면 통일된 권한을 가질 지휘권자가 필요했다. 그래서 제1부는 연합함대에 편입하는 형식으로 제10항공함대를 편성하는 수속을 밣았다.
이에 따라 제10함공함대는 1945년 2월 26일에 창설되어, 3월 1일에 부대 편성을 마쳤다. 10월 10일에 폐지되었다.

## 조직

### 지휘부
사령장관
1. 중장 마에다 미노루; 1945년 3월 1일 - 1945년 10월 1일

참모장
1. 소장 야마모토 지카오; 1945년 3월 1일 - 1945년 5월 25일
2. 대좌 가미 시게노리; 1945년 6월 20일 - 1945년 9월 15일, 사망, 이후 공석

### 전투 서열
- 일본 제국 해군의 전투 서열 (1945년 3월 1일)#제10항공함대
- 일본 제국 해군의 전투 서열 (1945년 6월 1일)#제10항공함대

## 참고

### 인용
1. ↑  戦史叢書93 1976, 165쪽.
2. 1 2  戦史叢書93 1976, 166쪽.

### 자료
- 防衛研究所戦史部 (1976). 《聯合艦隊＜7＞戦争最終期》. 戦史叢書 (일본어) 93. 朝雲新聞社. ASIN: B000J9E2HO.